# Melinaea egena
Melinaea egena är en fjärilsart som beskrevs av Fabricius 1793. Melinaea egena ingår i släktet Melinaea och familjen praktfjärilar. Inga underarter finns listade i Catalogue of Life.